# Kongo na Mistrzostwach Świata w Lekkoatletyce 2015
Kongo na Mistrzostwach Świata w Lekkoatletyce 2015 – reprezentacja Konga podczas Mistrzostw Świata w Pekinie liczyła 1 zawodnika, który nie zdobył medalu.

## Występy reprezentantów Konga
| Konkurencja             | Zawodnik      | Eliminacje | Eliminacje | Finał    | Finał   |
| Konkurencja             | Zawodnik      | Rezultat   | Pozycja    | Rezultat | Pozycja |
| ----------------------- | ------------- | ---------- | ---------- | -------- | ------- |
| Pchnięcie kulą mężczyzn | Franck Elemba | 19,40      | 21.        | NQ       | NQ      |